# Movimento 560
O Movimento 560 foi criado em Portugal no verão de 2005 com o objectivo de promover os produtos portugueses e sensibilizar a compra e apoio de marcas e produtos fabricado em Portugal.

O Movimento 560 foi a primeira acção informal e espontânea com grande impacto em larga escala a promover a produção nacional e a necessidade se mudar a mentalidade portuguesa sobre o que faz em Portugal, tendo bastante impacto na sociedade civil, organizações e media.

## O Mote
A maior parte dos produtos feitos em Portugal, tem como seu código de barras o prefixo 5 60, foi dessa ideia que surgiu o nome nome do Movimento 560.

Fundado por Pedro Cavaco, Cátia Milheiro e Bruno Barão, este movimento apartidário e espontâneo surgiu entre "conversas de café" dos três amigos, que decidiram não ficar parados e avançar com o projecto, tudo isto muito antes da grande crise Nacional, Europeia e Mundial.

## A Campanha
A campanha promove também o facto comprovado de que se alguém comprar 100€ por mês de produtos portugueses, a economia portuguesa sobe acima de todas as expetativas e ainda cria um posto de trabalho.
A campanha está atualmente em expansão, devido sobretudo à Internet, onde se consegue propagar consideravelmente através de e-mails e redes sociais, nomeadamente o Facebook. A expansão cabe, sobretudo, à vontade e disposição de todos os portugueses que querem ver melhorias na sua economia e diminuição do consumo de produtos estrangeiros.